# Lan Châu
Lan Châu (giản thể: 兰州; phồn thể: 蘭州; bính âm: Lánzhōu; Wade-Giles: Lan-chou; bính âm bưu chính: Lanchow) là tỉnh lỵ tỉnh Cam Túc của Trung Quốc.

## Lịch sử
Nguyên thủy, vùng đất này là lãnh thổ Tây Khương. Lan Châu sau đó trở thành một phần lãnh thổ của nước Tần từ thế kỷ 6 TCN. Năm 81 TCN, trong thời kỳ nhà Hán (206 TCN-220), Lan Châu thuộc quận Tấn Thành. Thành phố này còn được gọi là Kim Thành do nó là một điểm dừng chân trên Con đường tơ lụa phía bắc và là điểm vượt qua Hoàng Hà có tầm quan trọng lịch sử. Để bảo vệ thành phố, Vạn lý trường thành được mở rộng đến Ngọc Môn. Sau khi nhà Hán sụp đổ, Lan Châu trở thành kinh đô của các tiểu quốc bộ lạc ở đây. Do sự giao lưu của các nền văn hóa khác nhau, khu vự của tỉnh Cam Túc ngày nay từ thế kỷ 5 đến thế kỷ 11 đã trở thành trung tâm nghiên cứu Phật giáo. Trong thế kỷ 4, trong một thời gian ngắn nó đã là kinh đô của Tiền Lương. Nhà Bắc Ngụy (386-534) tái lập quận Tấn Thành, đổi thành huyện Tự Thành. Dưới thời nhà Tùy (581-618), Lan Châu lần đầu tiên trở thành thủ phủ của quận Lan Châu và duy trì tên gọi này cho tới nhà Đường (618-907). Năm 763, người Tạng đã tàn phá khu vực này và nhà Đường chỉ giành lại vào năm 843. Sau đó Lan Châu thuộc quyền kiểm soát của Tây Hạ (thịnh vượng tại khu vực Thanh Hải từ thế kỷ 11 tới thế kỷ 13). Nhà Bắc Tống (960-1126) giành lại Lan Châu năm 1041. Tên gọi Lan Châu được tái thiết lập. Sau năm 1127, Lan Châu rơi vào tay nhà Kim. Sau năm 1235, nó thuộc quyền quản lý của người Mông Cổ. Dưới thời nhà Minh (1368-1644) Lan Châu là một huyện thuộc châu Lâm Thao nhưng sau đó vào năm 1477 thì Lan Châu lại tách ra như một châu tách biệt. Thành phố được đặt tên như ngày nay từ năm 1656 dưới thời nhà Thanh. Khi Cam Túc trở thành một tỉnh tách biệt vào năm 1666 thì Lan Châu trở thành thủ phủ của tỉnh này.

## Địa lý
- Diện tích: 13.100 km²
- Độ cao: 1.600 m so với mặt nước biển
- Hơn 20 km hành lang đô thị dọc theo bờ nam Hoàng Hà.

### Khí hậu và ô nhiễm
Khí hậu nửa khô nằm trong vùng ôn đới.
Lan Châu được xem là một trong những thành phố ô nhiễm nhất Trung Quốc, nếu không muốn nói là nhất thế giới. Chất lượng không khí quá tệ đến mức nhiều khi không thể nhìn rõ núi Lan Sơn phía nam thành phố. Thành phố nằm trong một khu thung lũng sông hẹp bị bao bọc bởi những dãy núi cong làm cho nó thành nơi nhốt không khí, không thông gió tốt nên nhiều cơ sở chế biến dầu khí và bão cát từ sa mạc Gobi khiến cho không khí ở đây tệ hại hơn, đặc biệt vào mùa đông và mùa xuân.

## Phân chia hành chính

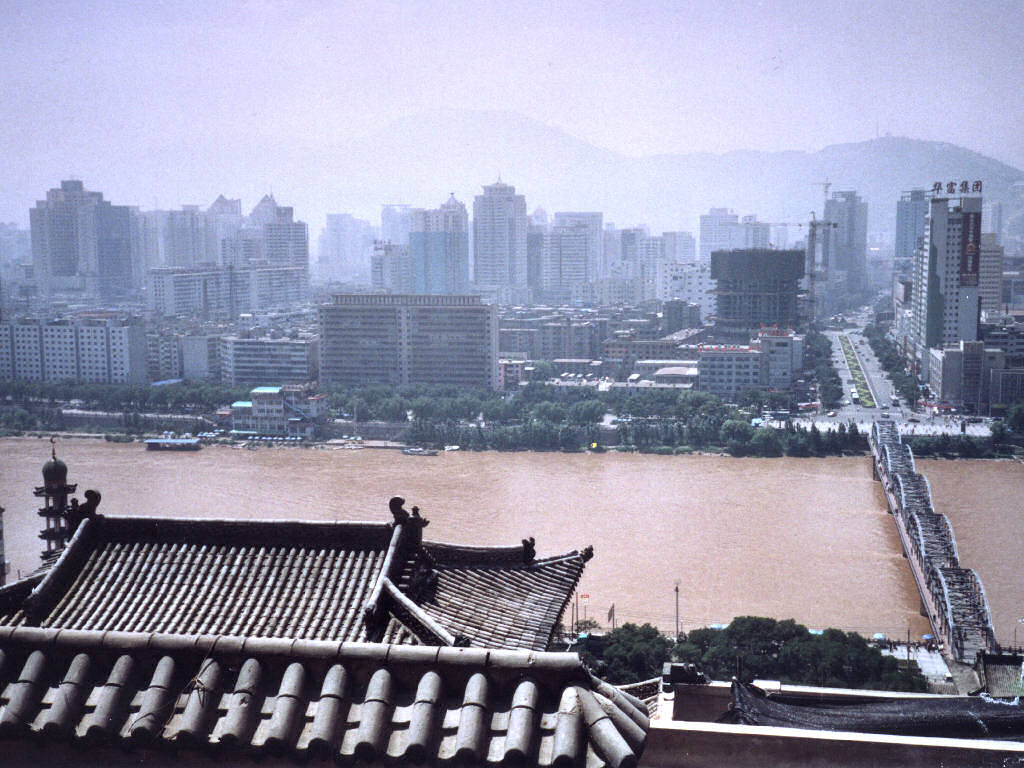
Thành phố Lan Châu

- Quận: Thành Quan, Thất Lý Hà, Tây Cố, An Ninh, Hồng Cổ
- Huyện: Vĩnh Đăng, Cao Lan, Du Trung

## Cơ cấu dân số
- Dân số của thành phố: 3.2 triệu người
- Dân nội thị: 1,4 triệu người
- Các dân tộc: Hán, Hồi, Tạng, Bảo An, Đông Hương, Dụ Cố, và Tát Lạp

## Kinh tế

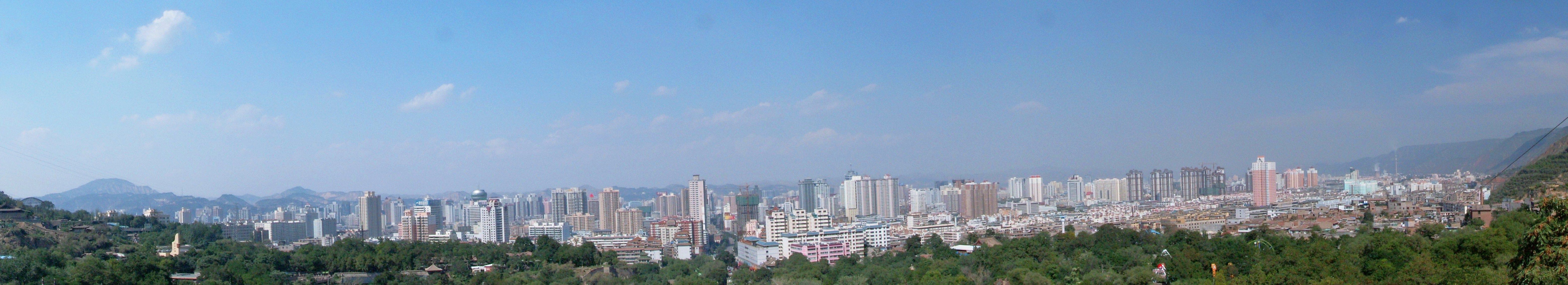
Cảnh quan khu vực trung tâm thành phố Lan Châu

GDP đầu người là 15.051 NDT (tương đương 1820 USD) năm 2003, xếp thứ 134/659 thành phố của Trung Quốc.

### Tài nguyên thiên nhiên
- Khoáng sản: than đá, vàng, vàng, kẽm, niken, mangan, đất sét, và dolomit
- Thủy điện

### Công nghiệp
Cam Túc là một trong những tỉnh lọc hóa dầu lớn nhất Trung Quốc và là trung tâm năng lượng nguyên tử của Trung Quốc. 
- Các ngành công nghiệp chính: dệt, cao su, phân bón, lọc dầu, hóa dầu, máy móc, luyện kim.

### Nông nghiệp
- Lúa mì, rau, đậu, hạt lấy dầu, dưa hấu, đào, và thuốc lá
- Hoa hồng và hoa huệ

## Giao thông vận tải

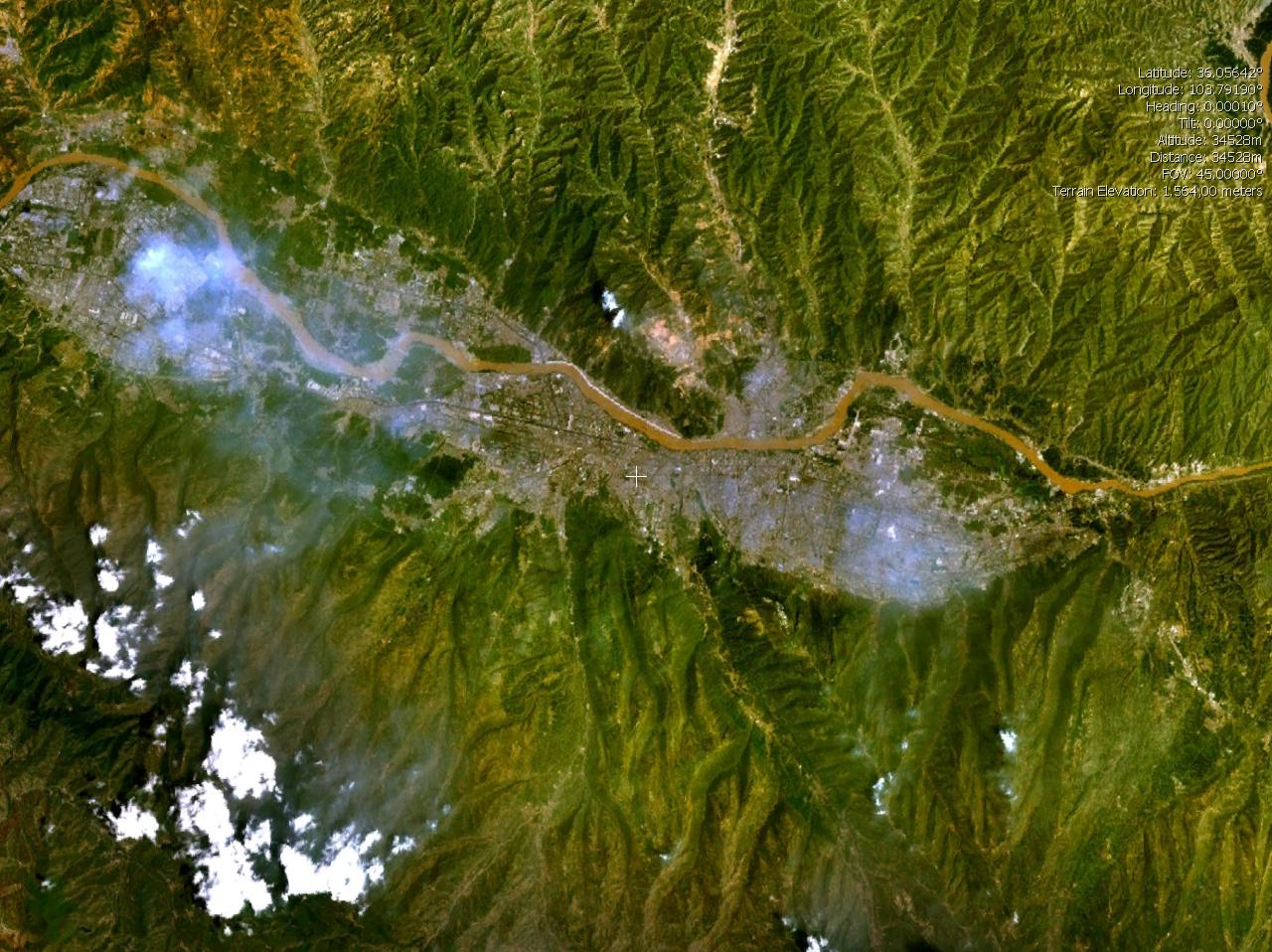
Lan Châu nhìn từ vệ tinh

Lan Châu có một đường sắt, một đường cao tốc và sân bay và nơi giao lộ giữa Tân Cương và tây bắc Trung Quốc.
- Đường hàng không: Nối Lan Châu với hơn 20 thành phố Trung Quốc.
- Đường sắt: Nối với Bắc Kinh, Thượng Hải, Ürümqi và Bao Đầu.
- Đường bộ: trên đường bộ đi Tây Tạng.
- Đường sắt Lan Châu-Tân Cương: đường duy nhất nối với Tân Cương.

## Các địa điểm tham quan
- Chùa Bỉnh Linh
- Núi Ngũ Tuyền
- Núi Bạch Tháp
- Núi Hưng Long
- Cầu Trung Sơn (cầu đường sắt Hoàng Hà)

## Truyền thông
Lan Châu Radio phục vụ cho Lhasa và khu vực Lan Châu.

## Văn hóa
- Nghệ thuật vũ đạo Đôn Hoàng
- Ẩm thực: Lạp miến thịt bò Lan Châu

## Các trường đại học và cao đẳng

### Cấp quốc gia
- Đại học Lan Châu (兰州大学), thành lập năm 1909

### Các trường đại học, cao đẳng
- Đại học Sư phạm Tây Bắc (西北师范大学), thành lập năm 1902
- Đại học Công nghệ Lan Châu (兰州理工大学), thành lập năm 1919
- Đại học Giao thông Lan Châu (兰州交通大学), thành lập năm 1958
- Đại học Nông nghiệp Cam Túc (甘肃农业大学), thành lập năm 1958
- Học viện Y Lan Châu (兰州医学院)
- Học viện Đông y Cam Túc (甘肃中医学院)
- Học viện Thương mại Lan Châu (兰州商学院)
- Học viện Luật và Khoa học Chính trị Lan Châu (甘肃政法学院)

Lưu ý: Chỉ liệt kê các trường có chương trình đào tạo cấp bằng cử nhân toàn thời gian.

## Thành phố kết nghĩa
- Albuquerque, Hoa Kỳ
- Akita, Nhật Bản
- Christchurch, New Zealand